# ATP Challenger Christchurch
Der ATP Challenger Christchurch (offiziell: Christchurch Challenger) war ein Tennisturnier, das 1991 einmal in Christchurch, Neuseeland, stattfand. Es gehörte zur ATP Challenger Tour und wurde in der Halle auf Teppich gespielt.

## Liste der Sieger

### Einzel
| Jahr | Sieger       | Finalgegner   | Ergebnis |
| ---- | ------------ | ------------- | -------- |
| 1991 | Mark Petchey | Fernon Wibier | 7:5, 7:6 |

### Doppel
| Jahr | Sieger                  | Finalgegner                | Ergebnis |
| ---- | ----------------------- | -------------------------- | -------- |
| 1991 | Neil Borwick Simon Youl | Jamie Morgan Sandon Stolle | 7:5, 7:6 |